# Josu Urrutikoetxea
Josu Urrutikoetxea Bengoetxea, alias Josu Ternera, né le 24 décembre 1950 à Ugao-Miraballes en Biscaye, est un militant historique de l'organisation Euskadi ta Askatasuna (ETA) et ancien député du Parlement basque pour Euskal Herritarrok.

## Activité armée
Il a appartenu à ETA - Ve Assemblée dans laquelle il a occupé, jusqu'à son passage à la clandestinité, la charge de responsable politique en Biscaye. En mai 1971 il s'enfuit en France, moment où il est incorporé au front militaire de l'organisation séparatiste. Le 15 juillet 1972 il participe à l'attaque l'usine d'Orbegozo à Hernani (Guipuscoa), dérobant approximativement quatre millions de pesetas de l'époque. Le 28 juillet 1972 il participe à l'attaque d'un camion qui transportait des devises pour la Banque de Biscaye dans la localité de Pasaia (Guipuscoa), dérobant plus de 12 000 000 de pesetas. Le 6 décembre la même année il prend part à l'attentat à la Maison Syndicale de Hernani. Le 21 janvier 1973, il attaque, avec d'autres membres de l'organisation, une poudrerie de Hernani dérobant plus de 3 000 kilos de dynamite et divers autres explosifs. Une partie de ces explosifs seront utilisés en décembre la même année pour l'attentat contre Luis Carrero Blanco, alors président du Gouvernement sous Franco. Après la mort du responsable du front militaire Eustakio Mendizábal Benito, il prend en charge cette responsabilité.
Il a été reconnu comme un des participants, qui, le mois de juillet 1972, ont visité l'étage numéro 12-C, du 1 rue Mirlo, pour assister à la réunion coordinatrice qu'ETA-Ve Assemblée a tenue à Madrid.
Le 5 juin 1975, Josu Urrutikoetxea Bengoetxea et sa famille échappent de peu à un attentat perpétré par deux mercenaires du Bataillon basque espagnol (BVE) : Michel Cardona, ancien OAS, meurt dans l’explosion fortuite de la bombe qu’il manipulait sous le véhicule et une deuxième personne participant à l’attentat est grièvement blessée et arrêtée par la police française.
De 1975 à 1980, la France accorde à Josu Urrutikoetxea Bengoetxea le statut de réfugié politique.
En mai 1977, Josu Urrutikoetxea Bengoetxea, avec un groupe de compagnons, est assigné à résidence par les autorités françaises sur l’Ile de Porquerolles (84).
Le 14 janvier 1978, la section V de l’Audience Provinciale de Madrid lui applique l’amnistie votée par les Cortes (Parlement) de Madrid le 15 octobre 1977 dans le dossier de l’attentat perpétré contre Luis Carrero Blanco.
En 1980, Josu Urrutikoetxea Bengoetxea obtient des autorités françaises un titre de séjour. Ce titre lui sera renouvelé jusqu’en juin 1984.
Au milieu des années 1980, des photos remises par Josu Urrutikoetxea Bengoetxea à la sous-préfecture de Bayonne en vue de l'obtention de récépissés administratifs sont retrouvées en possession de membres du Groupe antiterroriste de libération (GAL). Cf. articles du Canard Enchaîné en date des 26 mars et 27 juin 1984.
En 1988, les services secrets espagnols (CESID) organisent au Pays basque Nord une opération afin de tenter de kidnapper Josu Urrutikoetxea Bengoetxea en le droguant. L’opération « Shuto » (ou « Mengele », selon les services) est dévoilée par le journal El Mundo en date du 17 septembre 1996,.
En 2001, sous l’impulsion de AVT et de l’AEGC (Association Espagnole des Gardes Civiles), la Guardia Civil réalise un rapport dans lequel elle accuse Josu Urrutikoetxea Bengoetxea d’avoir une responsabilité dans l’attentat de Saragosse en 1987, alors même que les tribunaux avaient classé toutes les poursuites.
En novembre 2002, bien que l’affaire soit classée, le Tribunal Suprême rouvre le dossier et le cite pour témoigner en qualité de parlementaire.
Ce même mois de novembre 2002, considérant, d’une part, que les garanties d’impartialité ne sont pas réunies, Josu Urrutikoetxea Bengoetxea décide de ne pas se présenter à la citation et de se soustraire à la justice espagnole, considérant, d’autre part, cette dernière instrumentalisée par le pouvoir politique (notons qu’au même moment au Pays basque, partis politiques, associations de soutien aux prisonniers, mouvements de jeunes, groupes de presse sont interdits, illégalisés et fermés par les tribunaux espagnols). C’est à partir de cette date que les médias espagnols l’accusent d’avoir vécu en clandestinité malgré sa participation aux temps de négociation sous l’égide de nombreuses organisations internationales, dont l’Organisation des Nations unies (ONU).
De juin 2005 à septembre 2006, il joue un rôle de premier plan, au vu et au su de l’ensemble des services internationaux, dans le processus de négociation de Genève avec le gouvernement socialiste de José Luis Rodriguez Zapatero, sous protection d’organisations internationales et des Gouvernements Suisse et Norvégien. Il a été la cheville ouvrière de l’accord de principe obtenu avec les représentants du gouvernement espagnol.
Au mois d’octobre 2011, se met en place un espace officiel de négociation sous l’égide du gouvernement Norvégien à Oslo pour faciliter la mise en place de la feuille de route accordée à la Conférence d’Aiete, à la suite de la déclaration, ce même mois, de la fin de la lutte armée. Josu Urrutikoetxea Bengoetxea est alors accueilli en Norvège pour participer à ces pourparlers sous la protection de l’ONU et du gouvernement norvégien et avec l’accord préalable du gouvernement espagnol.
Le 3 mai 2018, il est l'une des deux personnes annonçant la dissolution d'ETA, après soixante ans d'existence.
Le 16 mai 2019, il est arrêté sur le territoire de la commune de Sallanches (Haute-Savoie).

## Détention et condamnation
Le 11 janvier 1989, les autorités françaises procèdent à l’interpellation de Josu Urrutikoetxea Bengoetxea à Bayonne à la sortie de sa rencontre avec l’eurodéputé de Herri Batasuna, Txema Montero. Cette arrestation intervient alors qu’il travaillait depuis plusieurs années à la mise en place des négociations d’Alger qui s’ouvriront deux jours plus tard et que simultanément ETA venait, le 8 janvier, de déclarer une trêve unilatérale afin de favoriser ce même processus de paix en Algérie avec les représentants des autorités espagnoles.
Le 26 novembre 1990, Josu Urrutikoetxea Bengoetxea est condamné par le Tribunal correctionnel de Paris à dix années de prison pour « association de malfaiteurs en relation avec une entreprise terroriste » et cinq ans d’interdiction de territoire. Ce jugement vient sanctionner ses efforts pour établir, dès le milieu des années 80, des contacts avec le gouvernement espagnol dans la perspective des négociations de paix d’Alger en 1989.
En 1993, durant sa période d’incarcération en France, les autorités espagnoles sollicitent son extradition. Paris refuse de traiter cette demande d’extradition, considérant que Madrid le réclame pour des faits pour lesquels il a déjà été jugé et condamné dans l’Héxagone.
Le 5 mai 1996, après avoir purgé sa peine sur le territoire français, Josu Urrutikoetxea Bengoetxea est expulsé vers l’Espagne,.
Ce même mois de mai 1996, à son arrivée à Madrid il est présenté au Tribunal Central d’instruction n°1 devant le juge Gomez de Liaño. Quatre dossiers lui sont notifiés, parmi lesquels se trouve celui concernant l’attentat de Saragosse en 1987. Il nie toute participation de quelque nature que ce soit et l'affaire sera, en effet, classée. Pendant les quatre années où il sera maintenu en prison préventive dans les geôles espagnoles, ce ne seront pas moins de 23 dossiers qui lui seront notifiés. Mais pour autant il sera mis hors de cause dans tous les dossiers par le pouvoir judiciaire espagnol.
Le 14 janvier 2000, le Tribunal Suprême ordonne la libération de Josu Urrutikoetxea Bengoetxea. Le tribunal prononce un non-lieu au motif qu’il « n'a pas le moindre doute que les poursuites pour intégration dans une organisation armée en qualité de promoteur ou de chef impliqueraient un "bis in idem" interdit par la loi », c’est-à-dire qu’il serait condamné deux fois pour les mêmes faits. Josu Urrutikoetxea aura ainsi effectué en Espagne quatre années de détention provisoire, sans que la moindre procédure ne soit finalement retenue à son encontre.
Josu Urrutikoetxea Bengoetxea n’a jamais été condamné en Espagne, malgré les 4 années de détention provisoires qu’il a subies pour rien de 1996 à 2000, du fait de l’abandon des procédures lancées à son encontre.
En 2001, sous l’impulsion de AVT et de l’AEGC (Association Espagnole des Gardes Civiles), la Guardia Civil réalise un rapport dans lequel elle accuse Josu Urrutikoetxea Bengoetxea d’avoir une responsabilité dans l’attentat de Saragosse en 1987, alors même que les tribunaux avaient classé toutes les poursuites.
En novembre 2002, bien que l’affaire soit classée, le Tribunal Suprême rouvre le dossier et le cite pour témoigner en qualité de parlementaire.
Ce même mois de novembre 2002, considérant, d’une part, que les garanties d’impartialité ne sont pas réunies, Josu Urrutikoetxea Bengoetxea décide de ne pas se présenter à la citation et de se soustraire à la justice espagnole, considérant, d’autre part, cette dernière instrumentalisée par le pouvoir politique (notons qu’au même moment au Pays basque, partis politiques, associations de soutien aux prisonniers, mouvements de jeunes, groupes de presse sont interdits, illégalisés et fermés fermés par les tribunaux espagnols). C’est à partir de cette date que les médias espagnols l’accusent d’avoir vécu en clandestinité malgré sa participation aux temps de négociation sous l’égide de nombreuses organisations internationales.
Le 7 janvier 2010, le Tribunal correctionnel de Paris condamne Josu Urrutikoetxea Bengoetxea à 5 ans d’emprisonnement, pour « participation à une association de malfaiteurs en vue de la préparation d’un acte de terrorisme » sur la période où précisément il prépare puis mène les négociations de Genève. Considérant que la peine infligée ne suffisait pas, le procureur de la République interjette l’appel le jour-même.
Le 7 décembre 2010 le Pôle 8 de la Cour d’appel de Paris condamne Josu Urrutikoetxea Bengoetxea à 7 ans d’emprisonnement, pour « participation à une association de malfaiteurs en vue de la préparation d’un acte de terrorisme » couvrant la même période que celle de la préparation et de la tenue des négociations de Genève.
D’octobre 2011 au printemps 2013, Josu Urrutikoetxea Bengoetxea est présent en Norvège sous la protection de l’ONU et du gouvernement norvégien, comme l'attestent, entre autres, les diplomaties et les services de renseignements français et espagnol.
Le 16 juillet 2013, la police française investit la maison où vivait Josu Urrutikoetxea Bengoetxea à Durban-sur-Arize (Ariège), sans pour autant le trouver sur place.
Le 1er juin 2017, la 16e Chambre correctionnelle du Tribunal de Paris condamne Josu Urrutikoetxea Bengoetxea à 8 ans d’emprisonnement pour « participation à une association de malfaiteurs en vue de la préparation d’un acte de terrorisme commis courant janvier 2011 et jusqu’au 26 juillet 2013 à Durban-sur-Arize dans le département de l’Ariège, sur le territoire national et de manière indivisible en Norvège ». C’est précisément à cette période qu’il participe aux négociations d’Oslo sous protectorat onusien comme en témoignent de nombreux observateurs internationaux.

## Activité politique
Le 25 octobre 1998, Josu Urrutikoetxea Bengoetxea est élu député au Parlement de la Communauté Autonome Basque alors qu’il est encore en détention préventive.
En janvier 1999, toujours incarcéré préventivement, il est nommé membre de la Commission des droits de l'homme au Parlement de la Communauté Autonome Basque.
Le 13 juin 1999, toujours en détention provisoire, il est élu conseiller municipal de la ville d'Ugao-Miraballes (Biscaye).
En mai 2001, il est réélu député au Parlement de la communauté autonome basque. Son mandat s'achève en février 2005.

## Maladie
En novembre 2008 on a appris que Josu Ternera souffrait d'un cancer de l'estomac en phase terminale, selon des sources de la lutte antiterroriste espagnole, et qu'il se trouvait en traitement depuis quelques années. Ces sources ont considéré qu'il était écarté de la direction d'ETA.
Le 25 avril 2020, dans le contexte de la pandémie de Covid-19, et alors que Josu Urrutikoetxea est emprisonné depuis moins d'un an, 126 personnalités internationales demandent sa libération dans une tribune publiée sur Médiapart. Parmi ces personnalités figurent notamment  Christiane Taubira,  Pierre Joxe, Gerry Adams, Noam Chomsky, Eva Joly, Axel Honneth, Judith Butler, Clémentine Autain, Esther Benbassa et José Bové.

## Arrestation en mai 2019
Le 16 mai 2019, Josu Urrutikoetxea Bengoetxea est arrêté à Sallanches (Haute-Savoie) sur le parking d'un hôpital public.
Le 19 juin 2019, la Cour d’appel de Paris ordonne sa mise en liberté sous contrôle judiciaire, considérant ses garanties de représentation suffisamment conséquentes. Alors que l’administration pénitentiaire venait de lui notifier la levée d’écrou, des agents de la DGSI l’interpellent à nouveau dans l’enceinte même du Centre Pénitentiaire de la Santé, sur ordre du parquet, afin de lui notifier les mandats d’arrêt délivrés par l’Espagne.
La justice espagnole réclame Josu Urrutikoetxea Bengoetxea sur quatre dossiers.
Le 1er juillet 2020 la Chambre de l'instruction de la Cour d'Appel de Paris accepte la libération conditionnelle de Josu Urrutikoetxea avec assignation à résidence sous bracelet électronique.

### Sources et bibliographie
- (es) Cet article est partiellement ou en totalité issu de l’article de Wikipédia en espagnol intitulé « Josu Ternera » (voir la liste des auteurs).
- (fr) Jean Chalvidant, ETA : L'enquête, éd. Cheminements, coll. « Part de Vérité », octobre 2003, 426 p. (ISBN 978-2-84478-229-8)
- (es) José María Benegas, Diccionario de Terrorismo, Madrid, Espasa Calpe, coll. « Diccionario Espasa », novembre 2004, 920 p. (ISBN 978-84-670-1609-3)
- (fr) Jacques Massey, ETA : Histoire secrète d'une guerre de cent ans, Paris, Flammarion, coll. « EnQuête », février 2010, 386 p. (ISBN 978-2-08-120845-2)